# Sooretamys angouya
Sooretamys angouya (Fischer, 1814) è un roditore della famiglia dei Cricetidi, unica specie del genere Sooretamys (Weksler, Percequillo & Voss, 2006), diffuso nell'America meridionale.

## Descrizione

### Dimensioni
Roditore di medie dimensioni, con la lunghezza della testa e del corpo tra 114 e 182 mm, la lunghezza della coda tra 145 e 226 mm, la lunghezza del piede tra 33 e 43 mm, la lunghezza delle orecchie tra 19 e 25 mm e un peso fino a 161 g.

### Caratteristiche craniche e dentarie
Il cranio presenta un rostro lungo e largo, una regione inter-orbitale larga e la scatola cranica allungata talvolta con la cresta sagittale presente negli individui più anziani.
Sono caratterizzati dalla seguente formula dentaria:

### Aspetto
La pelliccia è lunga, soffice e molto densa. Le parti dorsali variano dal bruno-grigiastro al bruno-rossastro, mentre le parti ventrali sono bianche o giallastre, con la base dei peli grigia. Le orecchie sono piccole. Le zampe sono lunghe e sottili, il dorso è generalmente ricoperto di peli giallastri, più scuri al centro Gli artigli sono nascosti da ciuffi di lunghi peli. La pianta dei piedi è ricoperta di squame e provvista di sei cuscinetti carnosi. La coda è più lunga della testa e del corpo ed è finemente ricoperta di piccoli peli. Le femmine hanno 4 paia di mammelle.

## Biologia

### Comportamento
È una specie terricola. Si arrampica agilmente sugli alberi.

### Alimentazione
Si nutre di semi.

## Distribuzione e habitat
Questa specie è diffusa nell'America meridionale, dal Brasile sud-orientale all'Argentina nord-orientale e al Paraguay orientale.
Vive nelle foreste primarie e secondarie.

## Tassonomia
Sono state riconosciute 3 sottospecie:
- S.a.angouya: Paraguay orientale;
- S.a.ratticeps (Hensel, 1872): Argentina nord-orientale, stati brasiliani di Santa Catarina e Rio Grande do Sul;
- S.a.tropicius (Thomas, 1924): Stati brasiliani di Espírito Santo, Minas Gerais, Rio de Janeiro, San Paolo e Paranà.

## Conservazione
La IUCN Red List, considerato il vasto areale, la popolazione presumibilmente stabile, la presenza in diverse aree protette e la tolleranza a diverse modifiche ambientali, classifica S.angouya come specie a rischio minimo (Least Concern).